# Edwin Jessen
Carl Arnold Edwin Jessen (født 1. januar 1833 i Randers, død 15. juni 1921 i København) var en dansk sprogforsker, søn af N.J. Jessen.
Jessen blev student 1849 og begyndte at studere teologi; men medens han med iver læste Skriften, blev kirkehistorie og dogmatik ham modbydelige, og han forlod studiet. I 1857 tog han magisterkonferens i nordiske sprog og disputerede derefter 1862 med afhandlingen Undersøgelser til nordisk Oldhistorie, hvor han underkaster overleveringerne om Lodbrok-ætten og om Gorm en indgående kritik i så skarp en form, at fakultetet, idet det antog afhandlingen, skrev, at det "maatte ønske, at Forfatteren havde valgt en anden Fremstillingsmaade". I 1860'erne skrev han, navnlig i Tidsskrift for Philologi og Pædagogik og Aarbøger for nordisk Oldkyndighed, en række, til dels meget værdifulde afhandlinger på forskellige områder af nordisk filologi, især om lydlære og metrik; både dansk, oldnordisk og engelsk sproghistorie har han kastet lys over, ligesom han var den første til at gøre den vigtige opdagelse, at e i de germanske sprog i mange tilfælde repræsenterer et ældre trin end i. Et par små afhandlinger Om Stavelsemaals og Toneholds Gengivelse i Lydskrift er virkelig en hel lille fonetik. Desuden forfattede han flere lærebøger, blandt andet Nordisk Gudelære (1867) og Dansk Sproglære (1868). 
Han er overalt selvstændig i sin opfattelse og yderst kortfattet i sin fremstilling, desuden altid skarpt polemisk over for afvigende anskuelser. Således skrev han imod Rask (om selvlydenes længde), Grimm (om lydforskydningen), Madvig (om sprogets oprindelse), Svend Grundtvig (om Edda-kvadenes alder og oprindelse), Oehlenschläger og Heiberg (om mytologien i Nordens Guder), Worsaae (om guldbrakteaterne) og flere; meget videnskabeligt spindelvæv fik han vel derved fejet bort, men hist og her skød han betydelig over målet, og alt for ofte blev han stående ved det rent negative. Fra 1870 producerede han længe kun meget lidt (1872 en afhandling om Egils saga i Sybels Historische Zeitschrift og 1872 en om svensk-norske grænsedialekter i Norsk Historisk Tidsskrift) og tabte åbenbart efterhånden lysten til at følge med i nordisk filologi. 1882 udkom det interessante lille Skrift Bemærkninger om psykologiske Spørgsmaal, hvori det konsekvent materialistiske standpunkt hævdes, at der ingen forskel er på dyrs og menneskers sjæl, at det sjælelige udelukkende beror på sansning, og at bevidsthed opstår ved, at "visse Stofkombinationer under visse Bevægelseskombinationer geraade i visse Tilstandskombinationer, der ere det ubegribelige, vi kalde Bevidsthed". 
Retskrivning blev ved at interessere Jessen, der fra at have været meget radikal gik over til bevidst reaktion. I talrige artikler ironiserede han over Svend Grundtvig og den af Kultusministeriet anbefalede retskrivning; da ministeriet 1888 gik til at påbyde en retskrivning for skolerne, kom Jessens hvasse indhug "Cultusministeriel Orthographi" (i Ny Jord, 1888), ligesom han næste år var en af hovedmændene for Den literaire Retskrivning; det var vel også væsentlig ortografisk interesse, der fik ham til at genoptage sine gamle studier, så at han 1891 udgav en Dansk Grammatik, der dog i videnskabelig betydning står langt under den fra 1868, og 1893 en Dansk etymologisk Ordbog, der på mange punkter vender sig skarpt mod de i samtidens sprogvidenskab gængse opfattelser og metoder. Hertil slutter sig en række "Etymologiserende Notitser" i følgende årgang af Nordisk Tidsskrift for Filologi. I Oversigt over de religiøse Illusioners Historie (1904) angribes de positive religioner, særlig kristendommen, med en i Danmark indtil da ukendt voldsomhed.